# Todos los sábados del mundo
Todos los Sábados del Mundo es el segundo álbum de estudio del grupo argentino Valentín y los Volcanes. Grabado entre octubre de 2011 y abril de 2012 en los estudios Patada Voladora, en la ciudad de Buenos Aires. El master fue realizado en marzo de 2012 por Juan Stewart en el estudio El Árbol. Goyeneche y Kosinski consideran en diálogo con la Revista Inrockuptibles que es un disco grabado en un contexto menos caótico.  El disco presenta una nueva técnica de grabación que la banda definía anteriormente como "Lo-Fi". Los temas exceden la fórmula de guitarra rítmica/guitarra líder, e incluye muchas más tomas, intercaladas a lo largo de cada canción, planteando un estilo distinto, que se termina de completar con la aparición de teclados y pianos a cargo de (Julián Perla) instrumentos que en el pasado no contaban con protagonismo en la formación. Respecto al trabajo vocal se han  doblado las voces de forma que logren un efecto de coro que encaja con el ideal de la banda. 
La Revista Inrockuptibles ubicó el tema "Pequeña Napoleón" como una de las mejores canciones nacionales del año 2012.

«Si siempre daban ganas de cantar un tema de Valentín y los Volcanes, hoy ese sentimiento se agiganta gracias a una producción paciente, que se toma el trabajo de expandir el sonido del grupo y acomodarlo de manera tal que la idea quede clarísima. Todo lo que los Volcanes hacían bien, hoy lo hacen mejor.».
Revista Los Inrockuptibles, junio de 2012, sobre la evolución de la banda.

«La dirección musical, más allá de lo bien que suena, mantiene una constante de pequeños coros con historias simples, pero a la vez oscuras e intrigantes. La cuota de melancolía que la voz de Goyeneche aporta se mimetiza a la perfección con los coros urgentes de Kosinski, y justamente las guitarras de ambos siguen siendo el sello distintivo de la banda, ahora no tan grunge sino con melodías pulidas y certeras. Las pequeñas historias son las protagonistas, todos himnos breves acerca de la soledad, el amor, la vida en un pueblo y los losers que ganan. Ninguna de las 13 canciones supera los 4 minutos y eso le da frescura a un disco que está muy lejos de empalagar..».
Diario Página 12, 19 de julio de 2012, sobre el espíritu y la temática de las canciones.

## Lista de canciones
| Todos los Sábados del Mundo |                                        |              |          |  |
| N.º                         | Título                                 | Escritor(es) | Duración |  |
| 1.                          | «100.000 Reflejos»                     | J. Goyeneche | 4:05     |  |
| 2.                          | «Pequeña Napoleón»                     | J. Goyeneche | 3:02     |  |
| 3.                          | «Los Chicos de Orense»                 | J. Goyeneche | 3:26     |  |
| 4.                          | «Mapas Quebrados»                      | J. Goyeneche | 2:07     |  |
| 5.                          | «Si Ud. fuera la Muerte»               | J. Goyeneche | 3:21     |  |
| 6.                          | «No Veo la Hora de Ver la Hora»        | J. Goyeneche | 4:00     |  |
| 7.                          | «Los Días Felices»                     | J. Goyeneche | 2:05     |  |
| 8.                          | «Idiotas Adorables»                    | J. Goyeneche | 3:01     |  |
| 9.                          | «La Maravillosa Muerte de Alguien Más» | J. Goyeneche | 3:57     |  |
| 10.                         | «La Novia Robada»                      | J. Goyeneche | 2:29     |  |
| 11.                         | «Antenas Gigantes»                     | J. Goyeneche | 3:29     |  |
| 12.                         | «Llamarás desde Córdoba»               | J. Goyeneche | 3:03     |  |
| 13.                         | «La Nube Eléctrica»                    | J. Goyeneche | 3:01     |  |
| 42:15                       |                                        |              |          |  |

## Músicos y personal

### Músicos
- Jo Goyeneche - voz/guitarra
- Nicolás Kosinski - guitarra/coros
- Facundo Baigorri - batería/guitarra/coros
- Julián Perla - teclados
- Paco Gómez - bajo[10]

### Personal
Créditos por Todos los Sábados del Mundo:
- Productores - Valentín y los Volcanes, Julián Perla
- Ingeniero de grabación y mezcla - Julián Perla
- Masterización - Juan Stewart
- Realización ejecutiva - Bernardo Diman Menendez